# Give Us Barabbas!
Give Us Barabbas! ist ein US-amerikanischer Fernsehfilm aus dem Jahr 1961 und hat Barabbas zum Thema, der laut biblischem Bericht an Stelle von Jesus Christus durch Pontius Pilatus begnadigt wurde.

## Handlung
Zur Zeit der römischen Besatzung Galiläas erwartet Barabbas, Revolutionsführer gegen die Römer, gelassen seine Hinrichtung. Doch lässt der römische Statthalter Pontius Pilatus dem Volk die Wahl, ob Barabbas gekreuzigt werden soll oder Jesus Christus, der von sich sagt, er sei der König der Juden. Das Volk entscheidet sich für Barabbas.
Nach seiner Entlassung aus der Haft erfährt Barabbas, dass das Volk von den Römern dafür bezahlt wurde, seine Freilassung zu fordern. Seine Geliebte Mara, die sich nicht für seine Freilassung eingesetzt hat, ist der Meinung, dass Barabbas freigelassen wurde, weil die Römer Jesus loswerden wollten. Barabbas’ Freunde finden Zeugen für die Bestechung des Volkes und halten Barabbas für ihren Urheber; Barabbas wird aus der Gruppe verstoßen. Barabbas will herausfinden, was wirklich passiert ist.
An Jesu Hinrichtungsstätte Golghata – Jesus ist bereits gestorben und liegt im Grab – berichtet ein Zenturio Barabbas von Jesu Hinrichtung und dessen Worten, Gott möge den Menschen verzeihen, denn sie wüssten nicht, was sie tun.
Barabbas sucht Pontius Pilatus auf, der die Verantwortung für Jesu Todesurteil von sich weist und sagt, Jesus habe während des Verhörs in Rätseln gesprochen. Barabbas ist von Skrupeln bewegt, dass ein Unschuldiger für ihn hingerichtet wurde, und bittet Pilatus, an Stelle seines Freundes Elisha ins Gefängnis zurückgebracht zu werden. Elisha wirft Barabbas einen Mangel an Mut vor.
Barabbas sucht Josef von Arimathäa auf übergibt ihm die Dornenkrone, die Jesus vor seiner Hinrichtung getragen hat. Josef zeigt sich tief beeindruckt von den Worten, die Jesus gepredigt hat.
An Jesu Grab erfährt Barabbas, dass Jesus wieder auferstanden ist. Barabbas fühlt sich schuldig, doch Jesu Jünger erklären ihm, dass Jesus den Sündern vergeben hat und dass das Leben ein Weg auf der Suche nach der Wahrheit ist; Barabbas ist für diesen Weg auserwählt worden und hat sich bereits auf diese Suche begeben.